# Vasara (série de jeux vidéo)
Pour les articles homonymes, voir Vasara (homonymie).
Vasara est une série de jeux vidéo d'action de type shoot 'em up créée par Sammy, Seta et Visco et initialement éditée sur le système d'arcade SSV.

## Liste de jeux

### Série principale
- 2000 - Vasara
- 2001 - Vasara 2

### Compilation
Une compilation nommée Vasara Collection est sortie le 13 août 2019 sur Windows, Xbox One, Nintendo Switch, PlayStation 4 et PlayStation Vita. Seules les versions Windows et Switch ont connu une sortie mondiale.